# John Worrall

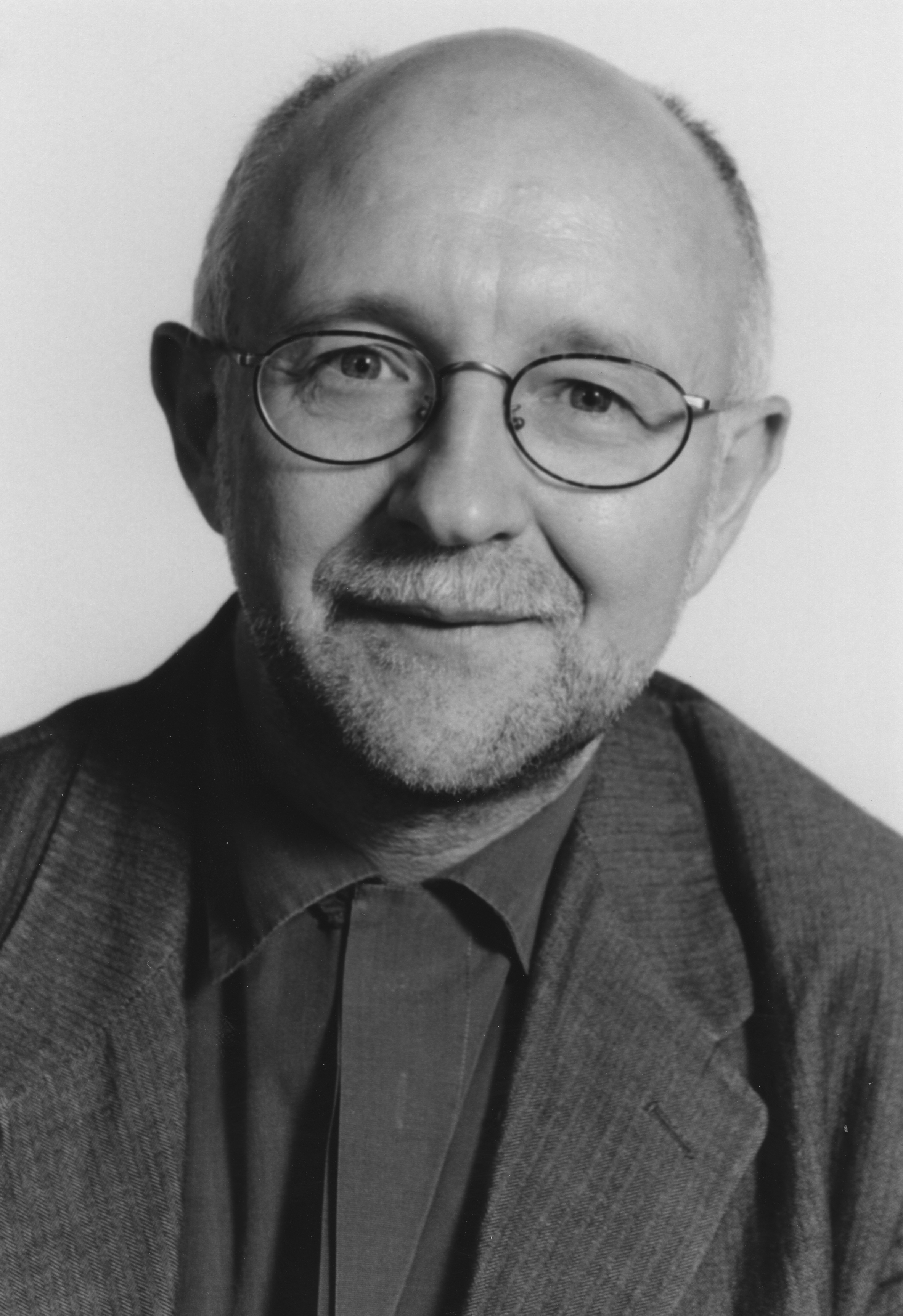
John Worrall, c. 2000

John Worrall (* 27. November 1946 in Leigh) ist ein britischer Philosoph und Wissenschaftstheoretiker. Er gilt als Vertreter des strukturellen Realismus.
Während des Statistikstudiums an der London School of Economics and Political Science (LSE) weckte eine Vorlesung Karl Poppers das Interesse von John Worrall an der Philosophie. Schließlich kam er unter den Einfluss von Imre Lakatos, bei dem er promovierte. Im Jahre 1971 wurde er Dozent an der LSE und 1998 ebendort Professor für Wissenschaftstheorie. Sein Hauptinteresse ist der Theorienwechsel in der Wissenschaft und ihr Einfluss auf Doppelthesen der wissenschaftlichen Rationalität und des wissenschaftlichen Realismus. Weitere Interessen von Worrall sind Philosophie und Methodologie in der Medizin sowie Optik des 19. Jahrhunderts.

## Publikationen
- Why Science Discredits Religion in: M. Peterson and R. Vanarragon (Hrsg.), Contemporary Debates in Philosophy of Religion. Blackwell, 2004
- Normal Science and Dogmatism, Paradigms and Progress: Kuhn ‘versus’ Popper and Lakatos, in T. Nickles (Hrsg.): Thomas Kuhn. Cambridge University Press, 2003
- What Evidence in Evidence-Based Medicine Philosophy of Science, September 2002
- (mit E. Scerri) Prediction and the periodic table, Studies in the History and Philosophy of Science Vol 32/3, 2001;
- Kuhn, Bayes and Theory-Choice: How Revolutionary is Kuhn’s Account of Theoretical Change? , in R. Nola and H. Sankey (Hrsg.): After Popper, Kuhn and Feyerabend: Recent Issues in Theories of Scientific Method, 2000;
- The Scope, Limits and Distinctiveness of the Method of Deduction from the Phenomena: Some Lessons from Newton’s Demonstrations, in Optics The British Journal for the Philosophy of Science, 2000;
- Two Cheers for Naturalised Philosophy of Science, Science and Education, July 1999
- Structural Realism: the Best of Both Worlds, in: D. Papineau (Hrsg.), The Philosophy of Science (Oxford 1996).
- Routledge Encyclopaedia of Philosophy (Subject Editor for Philosophy of Science), (Routledge, 1998)
- Philosophy and Natural Science in: A. C. Grayling (Hrsg.), Philosophy 2. Further through the subject (Oxford University Press, 1998)
- Revolution in Permanence: Karl Popper on theory-change in science, Karl Popper: Problems and Philosophy (CUP, 1995)
- The Ontology of Science (Hrsg.), (Dartmouth Publishing Co, 1994)

| Personendaten    | Personendaten                                     |
| ---------------- | ------------------------------------------------- |
| NAME             | Worrall, John                                     |
| KURZBESCHREIBUNG | britischer Philosoph und Wissenschaftstheoretiker |
| GEBURTSDATUM     | 27. November 1946                                 |
| GEBURTSORT       | Leigh, England                                    |